# .na
.naは国別コードトップレベルドメイン（ccTLD）の一つで、ナミビアに割り当てられている。ナミビア国内からと国外からのが分離されている。登録では、Web/GUIインターフェースとEPPをサポートしている。
登録はセカンドレベルか、それぞれのセカンドレベルドメインの下のサードレベルに行われる。費用は、登録の場所や、国内からかどうか等で異なる。
NA-NiCはCoCCAのメンバーであり、共通の紛争解決方針を採用している。